# Günther Gumpert
Günther Gumpert (* 17. April 1919 in Krefeld; † 22. März 2019) war ein deutsch-amerikanischer Maler informeller Abstraktion. Er lebte und arbeitete in Washington.

## Leben und Werk

### Jugendjahre und Ausbildung
Der 1919 in Krefeld geborene Günther Gumpert macht sein humanistisches Abitur in Krefeld und Düsseldorf. Sein Lehrer für Kunsterziehung in Krefeld erkennt seine Begabung und fördert sie. 1937 beginnt Gumpert ein Kunststudium an der Werkkunstschule Krefeld, später in Wuppertal. Der Kriegsdienst in Frankreich, Rumänien und Russland unterbricht das Studium.
Nach dem Krieg wohnt Gumpert in Köln. Wesentlicher Impuls ist für ihn ab 1946 die Entdeckung der gesamten seit 1933 in Deutschland verdrängten Entwicklung der Moderne und besonders die Begegnung mit dem Aquarell „Physiognomie der Trübe“ von Paul Klee (WVZ 3378). Er zieht nach Wuppertal um, nimmt an ersten Gruppenausstellungen teil und arbeitet mit Rolf Jährling in der Galerie Parnass zusammen. Dort lernt er Kollegen aus aller Welt kennen, wie Jacques Herold und Shinkichi Tajiri.

### Wanderjahre
Ab 1950 reist Gumpert nach Paris, Spanien, Marokko, Genf zum Bildhauer Jakob Probst, Zürich, Brissago, Ramatuelle. 1956 richtet er sich (bis 1967) ein ständiges Atelier in Paris ein, wo er Freundschaften mit Francis Bott und Johnny Friedlaender pflegt. Reisen nach Italien und einem längeren Tuberkulose-bedingten Krankenhausaufenthalt in Davos folgen Aufenthalte in Jugoslawien und Italien, bevor er sich ab 1960 mehrheitlich in Rom aufhält.

### Amerika
1963 reist er zum ersten Mal in den USA, wo ihm eine neue Welt sich eröffnet. 1967 übersiedelt er definitiv nach Washington und heiratet Anita von Kahler. Gumpert stellt nur noch in den USA aus, bis 1980 in einer Retrospektive der Galerie Parnass als Wanderausstellung im Von der Heydt-Museum Wuppertal und in diversen Goethe-Instituten in Frankreich und England wieder Werke von ihm in Europa gezeigt werden.

### Werke
Obwohl die finanziellen Mittel und das unstete Leben Gumpert oft die Arbeit in einem regulären Atelier nicht ermöglichten, hat Gumpert immer gemalt. Meistens sind es Werke kleinerer Dimensionen: Gouachen, Öl auf Papier. Erst in Washington entstehen größere Leinwand-Gemälde. Die hohe Meisterschaft seiner Gouachen ist anerkannt.

## Ausstellungen (Auswahl)
- 1955: Galerie „au premier“, Zürich
- 1960: La Cour d’Ingres, Paris
- 1961: Konzerthaus, Wien
- 1963: Goethehaus, New York
- 1963: Davison Art Center, Wesleyan University, Middletown, Connecticut
- 1967: Konstforum, Norrköping, Schweden
- 1978: Museo de Arte Moderno, Santo Domingo, Dominikanische Republik

## Werke in öffentlichen Sammlungen
- Kaiser Wilhelm Museum, Krefeld
- Victoria and Albert Museum, London
- Roosevelt House, New Delhi
- Metropolitan Museum of Art, New York
- Museo Nacional de Bellas Artes, Santiago de Chile
- Museo de Arte Moderno, Santo Domingo
- The Phillips Collection, Washington D.C.
- Albertina, Wien